# Petřvald (Nový Jičín-i járás)
Petřvald település Csehországban, Nový Jičín-i járásban. Petřvald Studénka, Stará Ves nad Ondřejnicí, Trnávka, Albrechtičky, Jistebník és Mošnov településekkel határos. Lakosainak száma 1741 fő (2024. január 1.).

## Népesség
A település lakosságának változását az alábbi diagram mutatja:
| Lakosok száma | 1444 | 1595 | 1634 | 1464 | 1710 | 1727 | 1815 | 1807 | 1785 | 1741 |
|               | 1869 | 1890 | 1921 | 1950 | 1980 | 2001 | 2017 | 2019 | 2022 | 2024 |